# CS Veneziano Carlo Salvioli
CS Veneziano Carlo Salvioli – włoski klub szachowy z siedzibą w Wenecji.

## Historia
Klub został założony w 1920 roku. W 1967 roku wygrał Serie B. W 1971 roku zespół zdobył wicemistrzostwo Włoch, ulegając jedynie DD Comunali Roma. Skład drużyny stanowili wówczas Antonio Rosino, Paolo i Alessandro Perinelli, Mario Guaglianone oraz Luigi Santolini. W sezonie 1976 klub zajął przedostatnie, dziewiąte miejsce w Serie A.